# Pattaya Women's Open 2008
Pattaya Women's Open 2008 — жіночий тенісний турнір, що проходив на відкритих кортах з твердим покриттям. Це був 17-й за ліком Pattaya Women's Open. Належав до турнірів 4-ї категорії в рамках Туру WTA 2008. Відбувся в Паттайї (Таїланд) і тривав з 2 до 10 лютого 2008 року. Перша сіяна Агнешка Радванська здобула титул в одиночному розряді й отримала $25,650.

## Фінальна частина

### Одиночний розряд
Агнешка Радванська —  Джилл Крейбас, 6–2, 1–6, 7–6(7–4)
- Для Радванської це був 1-й титул в одиночному розряді за сезон і 2-й — за кар'єру.

### Парний розряд
Чжань Юнжань /  Chia-jung Chuang —    Сє Шувей /  Ваня Кінґ, 6–4, 6–3